# Henk Langenberg
Henk Langenberg (Heerlen, 1948) is een Nederlandse onderzoeksjournalist en schrijver. 
Langenberg begon in de jaren zeventig als journalist bij Het Parool in Amsterdam. In zijn 35-jarige journalistieke carrière werkte hij daarna voor het Limburgs Dagblad en Dagblad de Limburger. In Limburg werd hij bekend als misdaad- en onderzoeksjournalist die als rechtbankverslaggever.
In 2012 werd hij zorgcoördinator in de begeleiding van dementerende ouderen. 

## Schrijver
Zijn boek In Gods Naam beschreef het ontaarde leven van pastoor-deken Joep Haffmans. Het gaf een onthutsend beeld van de katholieke kerk en haar leiders. Het boek werd later als toneelstuk opgevoerd onder de titel God Vergeeft.

## Erkenning
Henk Langenberg kreeg in 1993 met zijn collega Joep Dohmen de Prijs voor de Dagbladjournalistiek. Zij kregen dit voor hun verhalenreeks over corruptie van bestuurders en ambtenaren.